# Podpolichno
Podpolichno est une localité polonaise de la gmina de Chęciny, située dans le powiat de Kielce en voïvodie de Sainte-Croix.